# Autoritratto (Picasso Museo Picasso Parigi)
Autoritratto è un olio su tela (80x60 cm) realizzato nel 1901 dal pittore spagnolo Pablo Picasso; ora conservato nel Musée National Picasso di Parigi.
Il quadro risale al Periodo blu dell'artista, che durerà fino al 1904.
Picasso si ritrae avvolto in un cappotto blu, dal quale esce solo il suo volto, che esprime la tristezza e la depressione che lo avevano colpito in quegli anni.